# 天旭足球會
至尊足球會（簡稱至尊，英文：Supreme Football Club），前身為天旭足球會，是香港的一支足球隊，現時於香港甲組聯賽以至尊名義角逐。

## 球隊歷史
2005–06年度球季，天旭獲得香港丙組（甲）聯賽冠軍，取得參加丙組總決賽資格。可惜在丙組總決賽 3 戰只得 1 和 2 負，只能名列第 4，錯失升上乙組的機會。
2008–09年度球季，天旭在香港丙組（甲）聯賽以 19 戰 7 勝 2 和 10 負得 23 分，只能以第 13 名完成賽季。
2009–10年度球季香港丙組(甲)足球聯賽，天旭以第 6 名完成賽季，成績為19戰10勝4和5負得34分。
2010–11年度球季，天旭成績再次下滑，在香港丙組（甲）聯賽以第 12 名完成賽季。
天旭在2011–12年球季香港丙組（甲）聯賽對龍門的賽事，雙方球員發生衝突，更有球迷企圖衝入球場，需要警方到場調停。
香港足球總會在2012–13年球季重組丙組聯賽，並復辦丁組聯賽。天旭在上一屆香港丙組(甲)聯賽名列第 16 名，故需降落丁組聯賽角逐，天旭邀得林曉峰、朱偉霖、李英偉、蔡仲賢等前甲組球員加盟，爭取重返丙組。球會最終成績為 28 戰 17 勝 4 和 7 負得 55 分，成功以第 4 名成績升上丙組。
2013–14年度球季，簽入梁智駒、陳豪文、羅倫士等前港隊成員增強實力。天旭與油尖旺鬥到最後一輪，以 70 分力壓油尖旺贏得丙組冠軍。由於香港超級聯賽成立，原有乙組聯賽改制為甲組聯賽，天旭遂由丙組升上甲組角逐。
2014–15年度球季，為爭取升上香港超級聯賽，天旭簽入陳俊廷、迪達和基奧等數名外援以加強實力，被視為升班大熱。2015年5月10日，於甲組聯賽第 26 輪以 6–0 大勝花花後，提早兩輪奪得冠軍，會長羅文輝賽後宣布下季升班挑戰港超聯，預算班費為六百萬元。但最終球會決定放棄升班，而其贊助商駿其則轉為使用YFC澳滌的會籍參加下一季港超賽事。
2016年4月17日對葵青足球會的甲組聯賽，葵青中場黃謙進衝門撞到天旭門將劉少汶，天旭中場陳家興踩頭報復，被足總判罰停賽八場。最終2015–16年球季，天旭排甲組 13 名，護級失敗，來季降落乙組。
2016–2017球季參與香港乙組聯賽。
2018–2019球季，外借會籍給啟毅漢斯足球會，預定三個球季，球隊並制定了三年衝擊甲組聯賽的計劃，由前大埔足球會助教譚朗明為主教練，唯球隊屢屢出現內鬨問題，最終以排名倒數第二的成績完成賽季，需降班至丙組聯賽作賽。
2019–2020球季，啟毅漢斯足球會因資金問題宣佈解散，會籍回歸後再次外借，會籍外借給蘭斯貝利，並由前川崎前鋒球員井川祐輔作為球隊主教練。
2020–2021球季，井川祐輔離開，改由前香港足球先生李健和暫代教練一職。
2023–2024球季，公民體育會班主王至尊向天旭收購會籍，球隊名稱更改為至尊足球會。
2024一2025球季，至尊足球會班主王至尊定下三年升超計劃。
開季前與公民一併開操，班主明言將以兩年時間衝超，8月曾到越南集訓，以備戰九月八日對腾翱的乙組開鑼戰。
至尊主帥林嘉緯表示:「這是班主向隊員兑現升班乙組的承諾，季後拉隊到越南旅遊，作為球隊取得丙组冠軍的獎勵，然而，由於乙組聯賽兩周後就開鑼，故老板巧作安排，在越南期間將安排了兩場友賽，順道練兵，兩全其美。」
這支「乙組仔」回港後應約，在南華體育會運動場與南華足球隊友誼賽，在主隊出動禾達及新援威廉斯下，至尊最終以0﹕2稱臣。
2025~26球季。至尊「衝超」旗幟鮮明
以公民班底簽三港超腳
2023年收購天旭並以新軍名義出戰丙組聯賽的至尊足球隊，在踏入立會第三個季度，該隊以「衝超」為目標，能否以三年時間由最低組別「彈」至本地頂級聯賽行列成為今季港甲焦點。
上季以乙組亞軍升班甲組的至尊，「衝超」並非純粹口號，而是在組軍上付之實行，該隊從上屆港甲冠軍公民轉移大部分主力球員，包括三名外援馬斯奥、路蘭及馬文，華將方面，教練兼球員盧均宜、盧康華、黄曉山、吳子聰、洪流、郭彥騰、杜瑋鴻也投入這支「公民二隊」，加上升班教練兼球員林嘉緯和一些年輕升班功臣，另羅至三昇門將黃梓豪代替轉至港超港會的王子聰，以及從港超簽下林學㬢，陳文輝及鞠盈智等具備能力的華將，使這支甲組新丁具備「至尊級」人腳，由於中西區今季退出爭霸行列，至尊衝超爭冠的阻力相對較往昔為低，因此，至尊三年計劃「衝超」該不是夢！
為求以一年升一級圓「港超夢」，「至尊」班主兼球員可以去到幾盡呢？過去帶領公民及至尊都有註冊及落場比賽的班主王至尊，今季雖然仍有註册及穿7號球衣，但他坦言今季未必落場，因為會以成績及升班大局為重。
至尊可以說是今季最早成軍及開操隊伍，能否成為連續三年都升班的神奇球隊令人關注，也成為圈中熱話。
至尊足球隊職、球員名單：黃梓豪、杜瑋鴻、郭彥騰、洪流、黃曉山、盧康華、陸建鳴、吳子聰、馬斯奥、路蘭、馬文、盧均宜、周睿弘、李澤淳、李鍶泓、羅天朗、蘇鴻德、林嘉緯、蔡汶埼 、王至尊、陳文輝、鞠盈智、劉志偉、林學曦、曾耀輝、蔡焯嵐、艾倫(來自晨㬢)。
1. 組軍完成

## 球隊榮譽
| 榮譽              | 次數        | 年度        |
| 本 土 聯 賽       | 本 土 聯 賽 | 本 土 聯 賽 |
| ----------------- | ----------- | ----------- |
| 甲組聯賽 冠軍     | 1           | 2014–15年   |
| 丙組聯賽 冠軍     | 1           | 2023–24年   |
| 丙組聯賽 冠軍     | 1           | 2013–14年   |
| 丙組(甲)聯賽 冠軍 | 1           | 2005–06年   |

## 職員名單
| 會長:        | 王至尊             |
| 總監：       | 香港               |
| 副總監：     | 香港               |
| 技術總監：   | 香港               |
| 主教練:      | 林嘉緯             |
| 助教：       | 香港 · 香港 · 香港 |
| 守門員教練： | 香港               |
| 體能教練：   | 香港               |
| 訓練員：     | 香港               |

### 球員名單（2025–2026球季）
| 球員註冊類別 | 球員註冊類別     |
| ------------ | ---------------- |
|              | 外援             |
|              | 多重國籍本地球員 |

| 號碼   | 國籍   | 球員名字                        | 出生日期       | 加盟年份 | 前效力球會 | 球員註冊身份 | 備註   |
| 守門員 | 守門員 | 守門員                          | 守門員         | 守門員   | 守門員     | 守門員       | 守門員 |
| ------ | ------ | ------------------------------- | -------------- | -------- | ---------- | ------------ | ------ |
| 1      | 香港   | 黃梓豪（Wong Tsz Ho）           | 2000年2月9日   | 2025年   | 三昇       |              |        |
| 28     | 香港   | 蔡耀輝（Choy Yiu Fai）          | 1987年2月25日  | 2024年   | 公民       |              |        |
| 50     | 香港   | 蘇鴻德（So Hung Tak）           | 1983年11月29日 | 2023年   | 福建       |              | 隊長   |
| 後衛   |        |                                 |                |          |            |              |        |
| 17     | 香港   | 鄭偉洛（Cheng Wai Lok）         | 2001年12月8日  | 2025年   | 奧利安     |              |        |
| 22     | 香港   | 林學哲（Lam Hok Chit）          | 2003年10月3日  | --       |            |              |        |
| 23     | 香港   | 何錦旋（Ho Kam Shuen）          | 2001年12月8日  | 2023年   | 公民       |              |        |
| 26     | 香港   | 李思豪（Lee Sze Ho）            | 1986年7月15日  | 2024年   | 西貢       |              |        |
| 31     | 香港   | 杜瑋鴻（Philip Michael To）     | 1990年12月20日 | 2025年   | 公民       |              |        |
| 34     | 香港   | 陳樂軒（Chan Lok Hin）          | 1990年11月12日 | 2024年   | 公民       |              |        |
| 36     | 香港   | 葉肇韜（Yip Siu Tow Tobey）     | 1992年3月12日  | 2025年   | 自由身     |              |        |
| 42     | 香港   | 曾耀輝（Tsang Yiu Fai）         | 2000年9月2日   | 2025年   | 公民       |              |        |
| 77     | 香港   | 王至尊（Wong Chi Chuen）        | 1991年2月11日  | 2024年   | 公民       |              |        |
| 84     | 香港   | 李正輝（Lee Ching Fai）         | 1990年2月11日  | --       |            |              |        |
| --     | 香港   | 麥海峰（Mak Hoi Fung Ryan）     | 2004年1月3日   | --       | 奧利安     |              |        |
| 中場   |        |                                 |                |          |            |              |        |
| 4      | 香港   | 吳家棟（Ng Ka Tung）            | 1996年8月15日  | 2025年   | 虎門       |              |        |
| 5      | 香港   | 李鍶泓（Lee Si Wang）           | 1999年7月17日  | 2024年   | 自由身     |              |        |
| 8      | 香港   | 秦玉福（Chun Yuk Fuk）          | 1996年8月15日  | 2023年   | 瑞通       |              |        |
| 10     | 香港   | 林嘉緯（Lam Ka Wai）            | 1985年6月5日   | 2024年   | 標準流浪   |              |        |
| 11     | 香港   | 盧康華（Lu Hong Wa）            | 2002年10月18日 | 2025年   | 公民       |              |        |
| 12     | 香港   | 盧均宜（Lo Kwan Yee）           | 1984年10月9日  | 2025年   | 公民       |              |        |
| 13     | 香港   | 蔡汶埼（Choi Man Ki）           | 1986年7月13日  | 2023年   | 沙田       |              |        |
| 14     | 香港   | 梁震希（Leung Chun Hei）        | 1983年11月26日 | 2023年   | 公民       |              |        |
| 19     | 香港   | 陳文輝（Chan Man Fai）          | 1988年6月19日  | 2025年   | 九龍城     |              |        |
| 19     | 香港   | 陳漢興（Chan Hon Hing）         | 1987年10月17日 | 2024年   | 公民       |              |        |
| 24     | 香港   | 鞠盈智（Ju Yingzhi）            | 1987年7月24日  | 2025年   | 冠忠南區   |              |        |
| 24     | 香港   | 黃本銘（Wong Pun MIng）         | 2002年2月15日  | 2024年   | 元朗       |              |        |
| 25     | 香港   | 劉志偉（Lau Chi Wai）           | 1988年6月28日  | 2024年   | 公民       |              |        |
| 35     | 香港   | 羅天朗（Addison Law）           | 2003年3月31日  | --       |            |              |        |
| 41     | 香港   | 劉偉浩（Lau Wai Ho）            | 2002年4月12日  | --       |            |              |        |
| 66     | 香港   | 巫曉明（Mo Hiu Ming）           | 2003年12月19日 | 2024年   | 自由身     |              |        |
| 前鋒   |        |                                 |                |          |            |              |        |
| 7      | 香港   | 彭頌軒（Pang Chung Hin）        | 2000年3月14日  | 2023年   | 公民       |              |        |
| 8      | 香港   | 林學曦（Lam Hok Hei）           | 1991年9月18日  | 2025年   | 九龍城     |              |        |
| 9      | 香港   | 林展滔（Lam Chin To）           | 1988年8月14日  | 2024年   | 公民       |              |        |
| 11     | 香港   | 鍾樂然（Chung Lok Yin Flexco）  | 2001年1月9日   | 2023年   | 公民       |              |        |
| 15     | 香港   | 何錦貴（Ho Kam Kwai）           | 1994年8月10日  | 2023年   | 公民       |              |        |
| 16     | 香港   | 陳家俊（Chan Ka Chun Carly）    | 1990年12月23日 | 2023年   | 愉園       |              |        |
| 21     | 香港   | 謝卓楓（Tse Cheuk Fung）        | 2003年6月2日   | 2024年   | 九龍木球會 |              |        |
| 69     | 香港   | 蔡焯嵐（Choi Cheuk Lam Kelvin） | 2003年6月13日  | --       |            |              |        |
| 88     | 香港   | 鍾孜瑤（Chung Chi Yiu）         | 2000年1月31日  | --       |            |              |        |
| 98     | 香港   | 呂至鋒（Lui Chi Fung）          | 1998年5月23日  | 2024年   | 公民       |              |        |

## 曾効力著名球員
- 林曉峰、朱偉霖、李英偉、蔡仲賢、迪達、基奧

## 外部連結
- 天旭足球會的Facebook專頁